# Pachnobia okakensis
Pachnobia okakensis là một loài bướm đêm trong họ Noctuidae.